# Fonte des neiges
Cet article possède un paronyme, voir La Fonte des neiges (film).

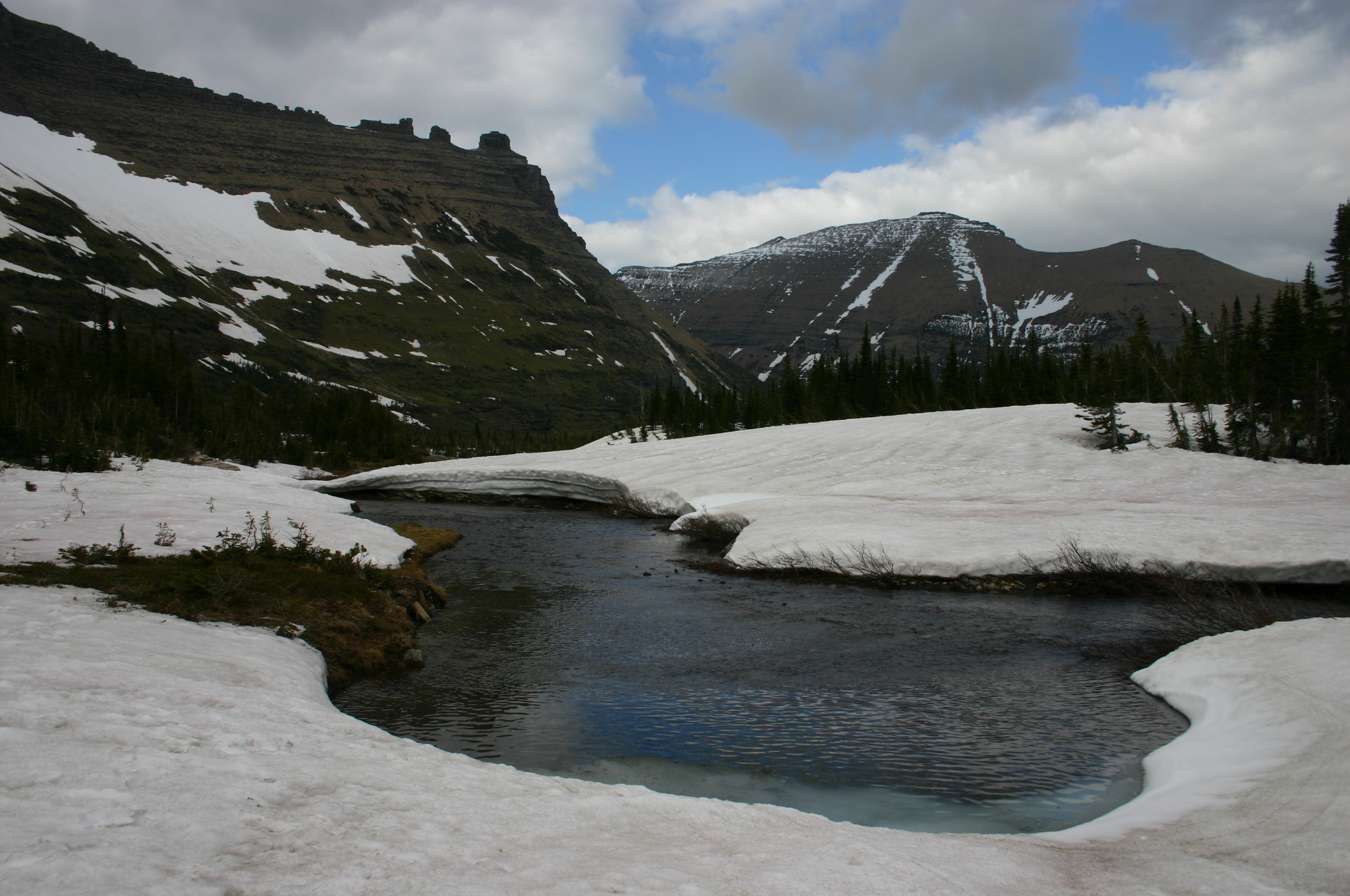
Phénomène de fonte des neiges dans le parc national de Glacier aux États-Unis.

La fonte des neiges, également appelée fonte nivale, est un phénomène climatique saisonnier des régions tempérées qui réside dans la transformation en eau de ruissellement de la neige et de la glace qui se sont accumulées durant la saison froide. Ceci se produit sous l'effet de la chaleur du début de la saison chaude alors que la température passe au-dessus de 0 °C. Dans les zones où le climat est doux, cette accumulation de neige a essentiellement lieu sur les sommets.
La saison de fonte ou de dégel est la période entre le minimum et le maximum de la courbe chronologique des degrés-jours cumulatifs de part et d'autre de 0 °C. Cela correspond à la période de transition entre les jours les plus froids et les plus chauds du printemps.

## Processus

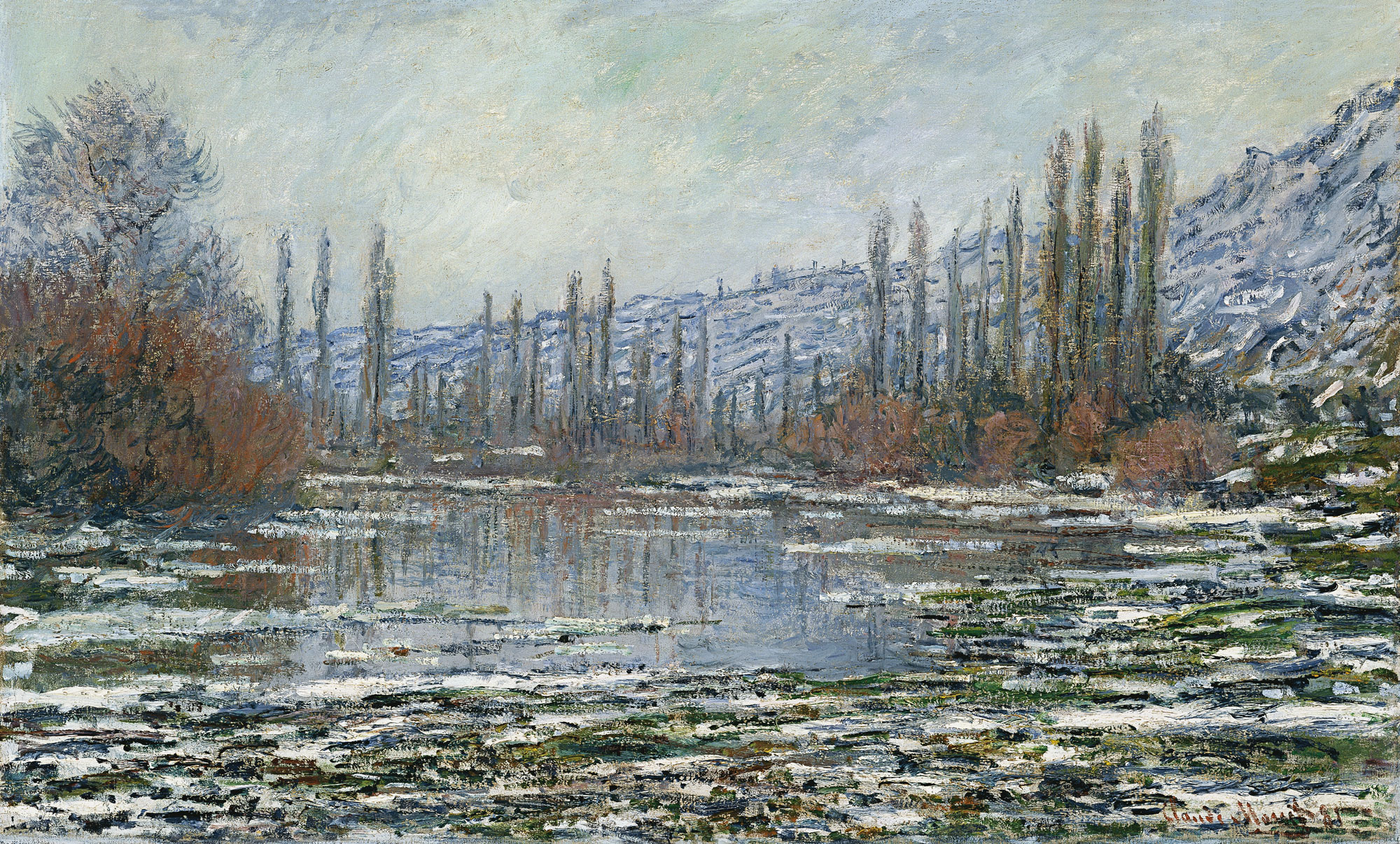
La débâcle à Vétheuil (Claude Monet)

Il existe plusieurs échanges énergétiques durant la fonte de la neige. Certains de ces flux agissent dans des directions opposées, ajoutant ou retranchant de l'énergie à la couche de neige : 
- Le sol fournit de l'énergie par conduction ;
- Le Soleil ajoute de l'énergie directement par ondes courtes et indirectement par le réchauffement de l'air et de ses composantes (ozone, dioxyde de carbone et vapeur d'eau) ;
- L'albédo de la neige réfléchit une partie de l'énergie vers l'espace ;
- La couche de neige émet également dans l'infra-rouge comme un corps noir d'émissivité entre 0,97 et 1[4].

En général, l'absorption dépasse l'émission ce qui permet de produire l'énergie nécessaire pour une évaporation ou une sublimation de la neige quand la température passe au-dessus du point de congélation durant une certaine période.

## Impacts

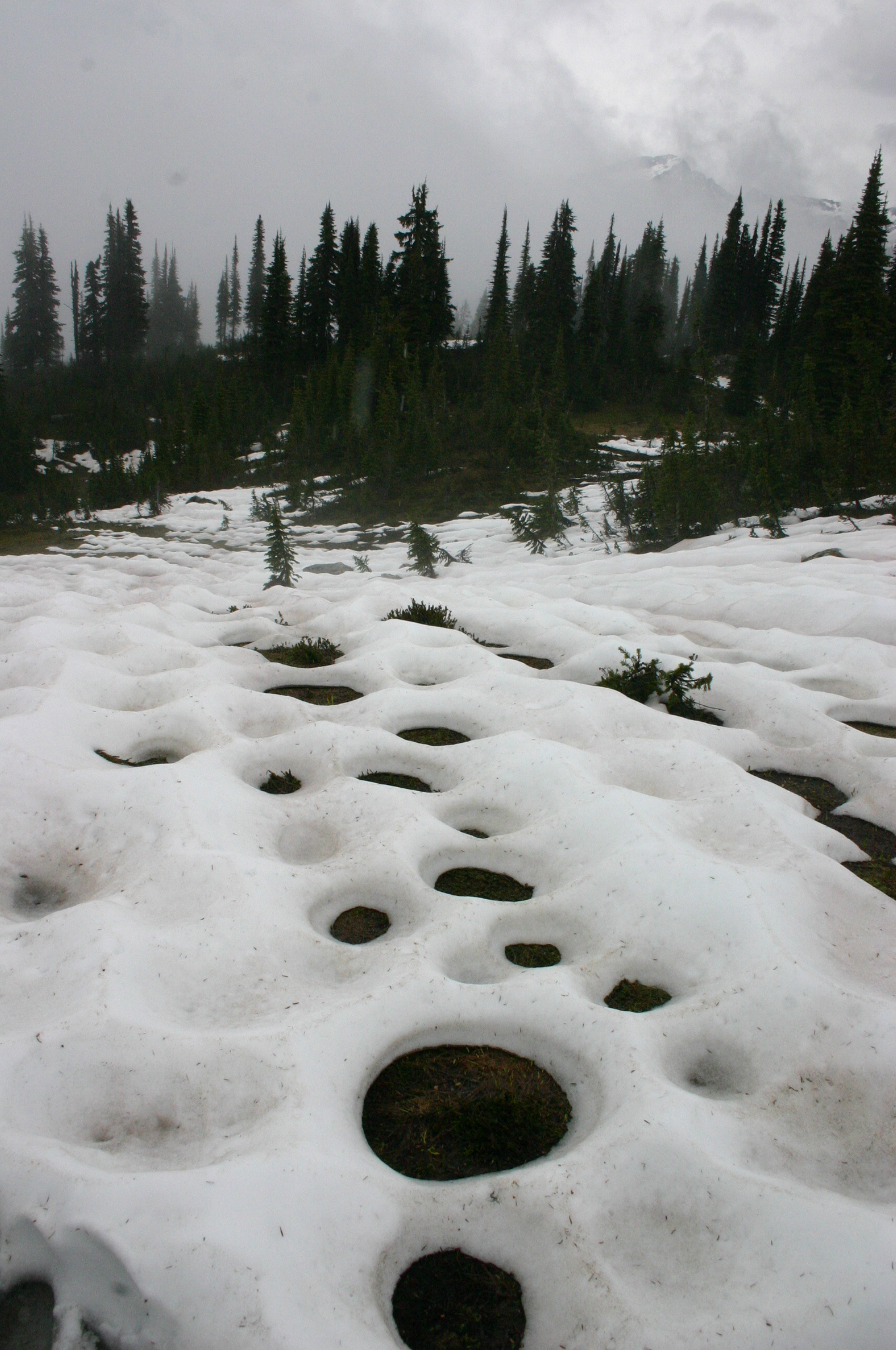
Au printemps, la nouvelle végétation dégage de la chaleur qui fait fondre la neige environnante, créant ainsi ces motifs circulaires.

La transformation de neige et de la glace en liquide étant un phénomène relativement lent, l'eau issue de la fonte des neiges pénètre mieux dans le sol que l'eau de pluie, elle contribue donc plus facilement à l'alimentation des nappes phréatiques.
Les quantités d'eau ainsi stockées pouvant être considérables, la fonte des neiges peut provoquer des inondations saisonnières d'envergure, notamment en cas de radoucissement rapide accompagné de pluies soutenues.
D'autre part, dans un environnement sec la neige peut en grande partie passer à l'état gazeux par sublimation et ne produire que peu d'eau. C'est notamment le cas en situation de foehn alors que l'eau de fonte peut s'évaporer rapidement, avant qu'elle ne ruisselle.

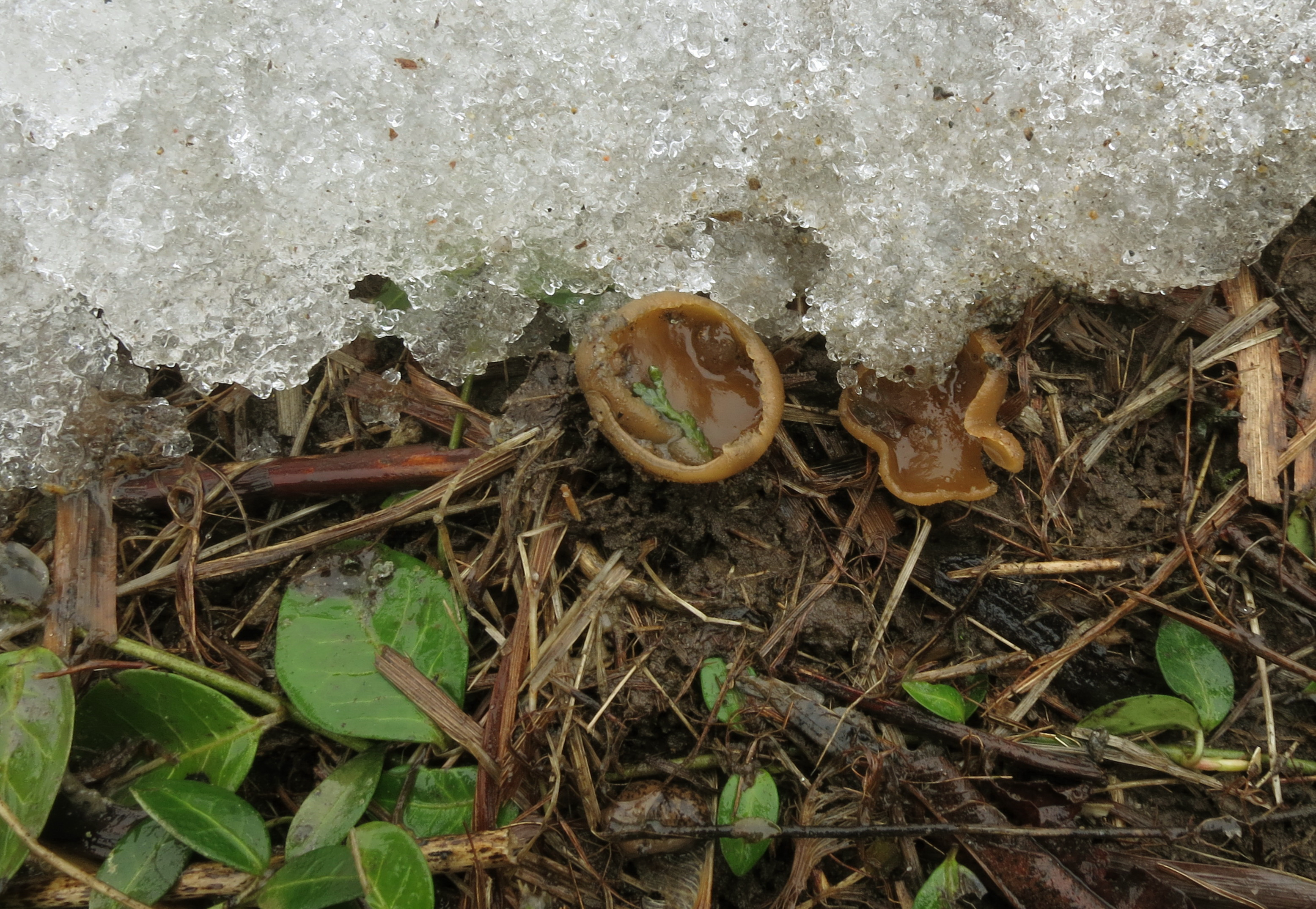
Pézize des neiges (Québec)

L'épaisseur de la neige en hiver et la fonte ont un impact important sur les écosystèmes des hautes altitudes et latitudes. Une fonte des neiges plus tardive réduit la capture du CO2 en été et la densité des arbres et elle augmente la croissance des forêts, la productivité de la toundra et des steppes froides en raison des effets d'isolation thermique et de la disponibilité de l'eau en été. Mais la fonte des neiges favorise également le lessivage des nutriments vers les eaux de surface. Ainsi, de grandes quantités d'azote, de phosphore et de carbone sont libérées durant cette période. Certaines plantes et leurs champignons symbiotes, comme Ranunculus adoneus, sont capables de profiter de ces flux, notamment celui de l'azote et ainsi s'assurer un développement printanier précoce. C'est également le cas de champignons saprobiontes comme la Pézize des neiges qui ne pousse qu'à cette période de l'année et disparaît lorsque les sols sont asséchés.